# Natal'ja Gavrilova
Natal'ja Viktorovna Gavrilova (in russo Наталья Викторовна Гаврилова?; Sverdlovsk, 11 settembre 1978) è un'ex cestista russa.

## Carriera
Con la Russia ha disputato i Campionati europei del 1997.